# Gestas, Pyrénées-Atlantiques
Gestas är en kommun i departementet Pyrénées-Atlantiques i regionen Nouvelle-Aquitaine i sydvästra Frankrike. Kommunen ligger i kantonen Saint-Palais som tillhör arrondissementet Bayonne. År 2022 hade Gestas 75 invånare.

## Befolkningsutveckling
Antalet invånare i kommunen Gestas
| Referens: INSEE |